# Isaac Linder
Isaac Linder (Viena, 20 de novembro de 1920 - Moscou, 31 de outubro de 2015) é um historiador, escritor e especialista na história do enxadrismo. A sua obra-prima é The Art of Chess Pieces. Linder é graduado em História pela Universidade de Moscou.

## Obras
- First Russian Chess Master A.D.Petrov (1952,1955)
- Artist of Chess I.S.Shumov (1959)
- Chess in Russia (1964)
- At the Putset of Chess Culture (1967)
- First Russian Chess Masters (1979)
- Chess in Old Russia (1979)
- The Art of Chess Pieces (1994)